# Betty Lee Babcock
Betty Lee Babcock (11 de mayo de 1922-4 de agosto de 2013) fue una empresaria estadounidense, político, y la esposa del Gobernador de Montana Tim M. Babcock.
Nacido en Aplington, Iowa, Betty Lee se mudó a Montana a una edad temprana. Lee fue a Dawson Community College. El 21 de septiembre de 1941, se casó con Tim M. Babcock quien se unió negocio de camiones de su padre: Babcock & Lee. Logró un hotel, restaurante y centro de convenciones. En 1962, Tim Babcock se convirtió en gobernador de la muerte del gobernador Donald Nutter. Babcock sirve en la Convención Constitucional Montana de 1972 y luego en 1975 sirvió en la Cámara de Representantes de Montana como republicano.
Babcock murió en Helena, Montana el 4 de agosto de 2013 a la edad de 91 años.